# Liga Lombarda (partido político)
La Liga Lombarda (Lega Lombarda) (LL) es un partido político italiano de la región de Lombardía. Dirigido actualmente por Matteo Salvini, el partido es el segundo partido más votado en la región y es miembro del gobierno regional.
La Liga Lombarda es una de las federaciones de la Liga Norte y, junto con la Liga Véneta, uno de sus pilares. Entre sus miembros más destacados están Roberto Maroni y Umberto Bossi.

## Historia
La Liga Lombarda fue fundada oficialmente el 12 de abril de 1984 por Umberto Bossi, quien tomó el nombre de la histórica Liga Lombarda. Originalmente se llamó Liga Lombarda Autonomista (Lega Lombarda Autonomista) (LAL), adptando el nombre actual en 1986. Su debut electoral fueron las elecciones generales de Italia de 1987, obteniendo un 2,6% de los votos en Lombardía; Bossi fue elegido senador y Giuseppe Leoni diputado.
El partido participó en las elecciones al Parlamento Europeo de 1989 como el miembro principal de la coalición Liga Lombarda-Alianza Norte, logrando un 8,1% de los votos en Lombardía y dos eurodiputados electos. Entre 1989 y 1990, justo antes de las elecciones regionales, participó en el proceso que originó la Liga Norte en febrero de 1991 a partir de la unión de varios partidos regionalistas del norte de Italia; desde entonces es la federación de ésta en Lombardía. 
En 1995 su entonces secretario desde 1993, Luigi Negri se escindió y creó la Liga Italiana Federalista, siendo reemplazado como secretario por Roberto Calderoli. Calderoli llevó el partido a su mejor resultado hasta ese momento en las elecciones generales de Italia de 1996, cuando obtuvo un 25,5%. En 2002 Calderoli fue reemplazado por Giancarlo Giorgetti, mientras que Roberto Castelli fue elegido presidente. En las elecciones regionales de 2010 el partido logró un 26.2% de los votos, su mejor resultado hasta la fecha.
En junio de 2012 la LL eligió a una nueva dirección: Matteo Salvini se presentó como candidato afín a Roberto Maroni, mientras que Cesarino Monti fue el candidato de los partidarios de Umberto Bossi. Finalmente Salvini ganó las elecciones con el 74% de los votos, convirtiéndose en el nuevo secretario.

## Liderazgo
- Secretario Nacional: Umberto Bossi (1984–1993), Luigi Negri (1993–1995), Roberto Calderoli (1995–2002), Giancarlo Giorgetti (2002–presente)
- Presidente Nacional: Augusto Arizzi (1986–1987), Silvana Bazzan (1987–1989), Franco Castellazzi (1989–1991), Francesco Speroni (1991–1993), Roberto Calderoli (1993–1995), Giuseppe Leoni (1995–1999), Stefano Galli (1999–2002), Roberto Castelli (2002–presente)